# جان پرتغالی

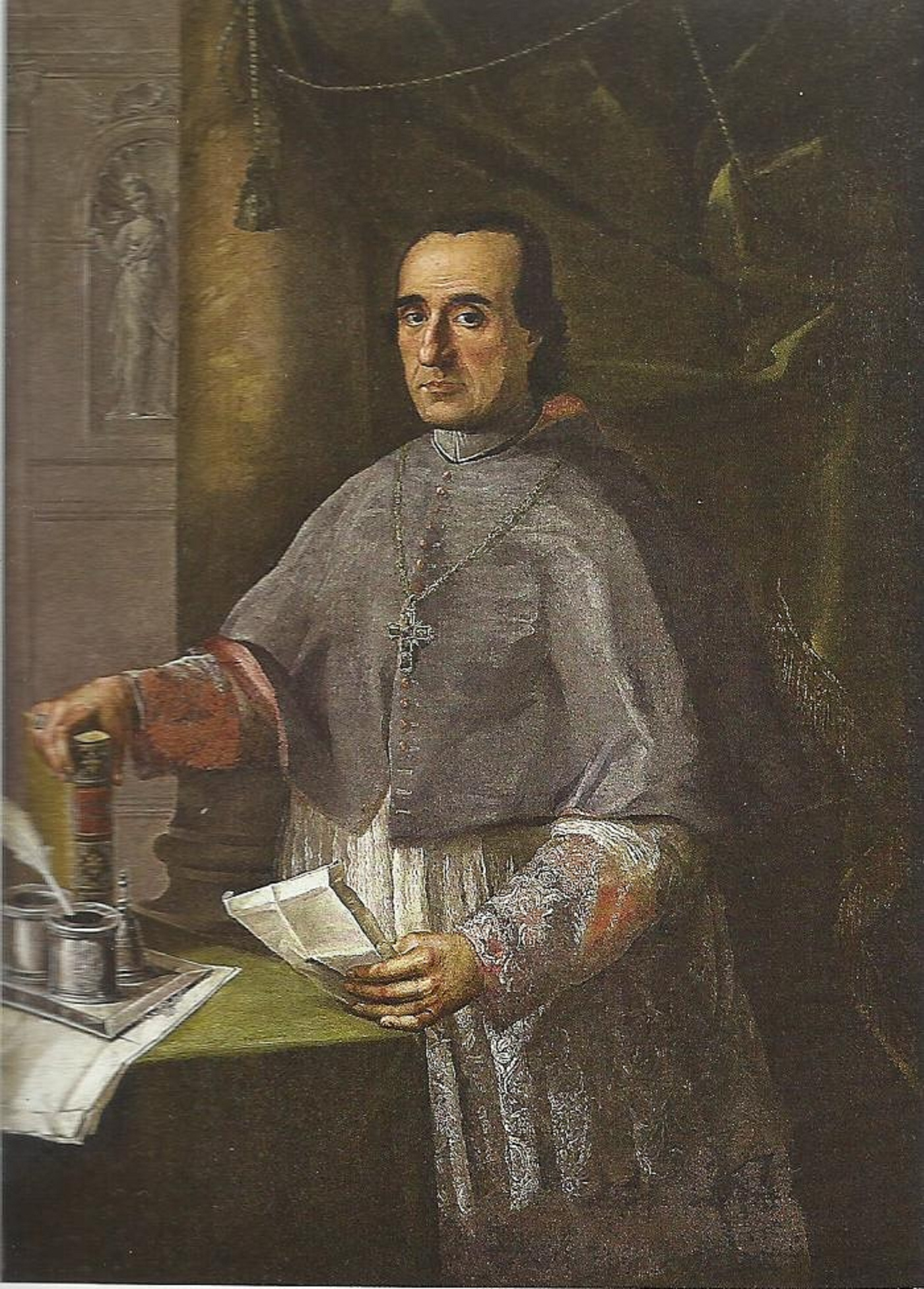

جان پرتغالی (سانتارم، ۱۳ ژانویه ۱۴۰۰ - آلکاسر دو سال، ۱۸ اکتبر 1442). شیرخوار پرتغال و لرد Reguengos de Monsaraz , Belas و Colares از جمله عناوین جان پرتغالی بود. او پسر پادشاه ژواو یکم و فیلیپا لنکستر (نوه ادوارد سوم انگلستان و دختر جان گونت و خواهر هنری چهارم انگلستان) بود. وی جانشین نونو آلوارس پریرا شد. او در سال ۱۴۲۴ با برادرزاده‌اش ایزابل د بارسلو (دختر برادر ناتنی‌اش آلفونسو اول از براگانزا) ازدواج کرد، که از او صاحب چهار فرزند شد. وی در ۴۲ سالگی دار فانی را وداع گفت.